# The Foreigner
The Foreigner è un film del 2017 diretto da Martin Campbell.
La pellicola, con protagonisti Jackie Chan e Pierce Brosnan, è l'adattamento cinematografico del romanzo del 1992 The Chinaman scritto da Stephen Leather.

## Trama
Ngoc Minh Quan, un vedovo ex soldato delle forze speciali della guerra del Vietnam, gestisce un ristorante cinese chiamato Happy Peacock a Londra con la sua socia in affari Lam e sua figlia adolescente Fan. Quando Fan viene uccisa in un attentato terroristico, cerca vendetta. Un gruppo nazionalista irlandese che si autodefinisce "Authentic IRA" rivendica la responsabilità. Quan si reca quotidianamente in visita a Scotland Yard, chiedendo i nomi degli attentatori, ma viene informato dal comandante della polizia Bromley che le sue ripetute visite stanno distogliendo risorse dalle indagini. Bromley consiglia a Quan di essere paziente e lo avverte di non inseguire l'IRA. Imperterrito, Quan prende in mano la situazione e poi si concentra sul vice primo ministro dell'Irlanda del Nord, il politico dello Sinn Féin Liam Hennessy, che parla pubblicamente del suo status di ex leader provvisorio dell'IRA mentre condanna l'attacco. Quan acquista oggetti per fabbricare armi fatte in casa e si reca a Belfast, lasciando il ristorante sotto il controllo di Lam.
Quan cerca Hennessy nel suo ufficio, ma Hennessy afferma di non essere a conoscenza dell'attentato o dei suoi autori prima di espellerlo dai locali. Quan non gli crede e prima fa esplodere una bomba fatta in casa nell'edificio di Hennessy prima di lasciare sull'auto di Hennessy degli indizi di un finto esplosivo come avvertimento a meno che non riceva i nomi degli attentatori. Hennessy dice ai suoi uomini di trovare Quan e fermarlo. Sperando di sostenere la sua carriera e la sua posizione politica influente, Hennessy cerca di identificare i colpevoli con l'aiuto dei suoi contatti e ordina che i depositi di armi conosciuti dell'IRA vengano perquisiti alla ricerca di esplosivi mancanti, ma l'IRA autentica lo prende e lo supera in astuzia. Quan osserva Hennessy che vede la sua amante, Maggie, e li fotografa mentre si baciano in un ristorante. Gli uomini di Hennessy trovano Quan ma lui li respinge e scappa.
Quan porta quindi la battaglia a Hennessy, nascondendosi tra gli alberi fuori dalla sua fattoria e attaccandola con altri esplosivi. Mentre gli scagnozzi di Hennessy tentano di rintracciarlo nella foresta, Quan usa delle trappole per disabilitarli, ma viene colpito alla spalla e fugge. Curando le sue ferite, Quan ricorda la sua fuga dal Vietnam in cui le sue prime due figlie furono rapite e uccise dai pirati. Hennessy indaga anche sulle origini di Quan e scopre che era un ex guerrigliero reclutato dalle forze speciali statunitensi in Vietnam. Dopo che Quan ha teso un'imboscata a Hennessy nella sua casa, quest'ultimo contatta suo nipote Sean Morrison, un ex soldato del reggimento reale irlandese nella speranza che le capacità di tracciamento di Morrison possano essere utilizzate per fermare Quan.
Più tardi Hugh McGrath, uno dei vecchi comandanti dell'IRA di Hennessy durante la Triade, arriva e chiede a Hennessy perché vengono perquisiti i suoi depositi di armi. Hennessy dice a Hugh che il semtex utilizzato nel bombardamento proveniva da una delle sue discariche. McGrath nega di sapere qualcosa e afferma che tutto era in ordine. McGrath poi dice a Hennessy che crede che gli attentati dovrebbero continuare e cerca di convincere Hennessy a pensare lo stesso. Hennessy rifiuta, affermando che i suoi giorni violenti sono finiti e rivela che sostiene segretamente gli attentati, ma solo di obiettivi finanziari che non comportano vittime di massa. Arrabbiato, McGrath rimprovera Hennessy, sostenendo che la politica lo ha reso morbido e che ora si preoccupa solo della sua carriera piuttosto che della causa dell'IRA. McGrath poi se ne va, ma non prima che Hennessy lo minacci dicendo che se gli attentatori non vengono catturati, allora lo inseguirà.
Dopo un secondo attentato su un autobus a due piani, Hennessy negozia con il politico britannico Katherine Davies e promette la cattura dei terroristi in cambio della grazia di molti dei suoi ex compagni dell'IRA. Nel frattempo, Hennessy riceve informazioni sugli attentatori e trasmette le informazioni a Sean e alla polizia. Il comandante Bromley scopre che Hugh McGrath è il capobanda dell'Authentic IRA e informa Hennessy della scoperta. Hennessy tortura McGrath facendogli fornire le identità degli attentatori con Maggie tra loro, il cui vero nome è Sarah Mackay. Hennessy scopre anche che la vera mente dei recenti attacchi dell'IRA autentica è la propria moglie, Mary, che è rimasta ostile nei confronti degli inglesi per la morte di suo fratello – avvenuta per mano dell'UVF – e odia Hennessy per aver permesso che i suoi assassini fossero mandati in prigione piuttosto che farli uccidere. In rappresaglia per il suo tradimento e per aver coinvolto sua moglie e l'amante, Hennessy spara a McGrath. Viene anche a sapere che Sean ha trapelato informazioni a Mary mentre aveva una relazione con lei. Sean trova il nascondiglio di Quan nella foresta. Dopo un combattimento con il coltello, Quan cattura Sean, che nomina i terroristi e la loro posizione a Londra prima che Quan lo lasci andare. Quando Sean torna alla fattoria, Hennessy ammonisce suo nipote, gli ordina di assassinare Mary e poi di partire per l'America e non tornare più.
Come la polizia e l' MI5 si preparano a fare irruzione nel nascondiglio londinese dei terroristi, Quan entra nell'appartamento travestito da tuttofare e uccide tutti tranne Maggie. Quan se ne va poco prima che la polizia faccia irruzione nell'appartamento e trovi Maggie gravemente ferita. La torturano per farle rivelare la posizione della loro prossima bomba, che è stata collocata in un laptop appartenente a un giornalista che Maggie ha sedotto, e che verrà fatta esplodere su un aereo che trasportava diversi funzionari britannici a una conferenza internazionale a Roma. Con solo pochi secondi di anticipo, la polizia britannica lancia il laptop in un corridoio per imbarco e sbarco vuoto, dove esplode senza vittime. Con la minaccia risolta, Maggie viene giustiziata per prevenire eventuali "questioni in sospeso". Hennessy riceve una chiamata da Davies, che doveva essere sul volo mirato. Gli dice che ha appreso del suo coinvolgimento con gli attentatori, ma avendo contribuito a prevenire l'ultimo attacco, gli sarà permesso di mantenere la sua posizione di vice primo ministro, anche se sotto il suo controllo. Sean in seguito uccide Mary, eliminando di conseguenza l'intera cellula Authentic IRA.
Quan affronta Hennessy con l'immagine di lui che bacia Maggie, il che è sufficiente per gettare sospetti pubblici su Hennessy e sul suo ruolo negli attentati. Costringe Hennessy a pubblicare la foto su Internet, esponendo così pubblicamente la sua associazione con l'Authentic IRA e distruggendo la sua carriera politica, e torna a casa, riunendosi con la sua amica Lam. Scotland Yard si rende conto del ruolo di Quan negli eventi e lo mette sotto sorveglianza, ma Bromley decide di non intraprendere ulteriori azioni poiché Quan ha sofferto abbastanza e come ringraziamento per la sua assistenza.

## Produzione
Il budget del film è stato di 35 milioni di dollari.
Le riprese del film sono iniziate a Londra nel gennaio 2016.

## Promozione
Il primo trailer del film viene diffuso il 26 giugno 2017.

## Distribuzione
La pellicola è stata distribuita nelle sale cinematografiche statunitensi a partire dal 13 ottobre 2017.